# Junioreuropamästerskapet i ishockey 1991
Junioreuropamästerskapet i ishockey 1991 var 1991 års upplaga av turneringen.

## Grupp A
Spelades under perioden 4-11 april 1991 i Spišská Nová Ves och Prešov i Tjeckoslovakien.

### Första omgången
grupp 1
| Lag          | Finland | Sverige | Norge | Frankrike | gjorda mål/insläppta mål | poäng |
| ------------ | ------- | ------- | ----- | --------- | ------------------------ | ----- |
| 1. Finland   | —       | 5-2     | 14-0  | 8-0       | 27-02                    | 6     |
| 2. Sverige   | 2-5     | —       | 19-2  | 12-2      | 33-09                    | 4     |
| 3. Norge     | 0-14    | 2-19    | —     | 9-0       | 11-33                    | 2     |
| 4. Frankrike | 0-8     | 2-12    | 0-9   | —         | 02-29                    | 0     |

grupp 2
| Lag                | Tjeckoslovakien | Sovjetunionen | GER  | Polen | gjorda mål/insläppta mål | poäng |
| ------------------ | --------------- | ------------- | ---- | ----- | ------------------------ | ----- |
| 1. Tjeckoslovakien | —               | 3-3           | 7-0  | 13-1  | 23-04                    | 5     |
| 2. Sovjetunionen   | 3-3             | —             | 10-1 | 10-4  | 23-08                    | 5     |
| 3. Tyskland        | 0-7             | 1-10          | —    | 5-4   | 06-21                    | 2     |
| 4. Polen           | 1-13            | 4-10          | 4-5  | —     | 09-28                    | 0     |

### Andra omgången
Slutspelsserien
| Lag                | Tjeckoslovakien | Sovjetunionen | Finland | Sverige | Tyskland | Norge  | gjorda mål/insläppta mål | poäng |
| ------------------ | --------------- | ------------- | ------- | ------- | -------- | ------ | ------------------------ | ----- |
| 1. Tjeckoslovakien | —               | (3-3)         | 8-1     | 5-1     | (7-0)    | 14-2   | 43-07                    | 9     |
| 2. Sovjetunionen   | (3-3)           | —             | 5-4     | 5-0     | (10-1)   | 9-1    | 32-09                    | 9     |
| 3. Finland         | 1-8             | 4-5           | —       | (5-2)   | 15-0     | (14-0) | 39-21                    | 6-    |
| 4. Sverige         | 1-5             | 0-5           | (2-5)   | —       | 19-3     | (19-2) | 41-20                    | 4     |
| 5. Tyskland        | (0-7)           | (1-10)        | 0-15    | 3-19    | —        | 9-5    | 13-57                    | 2     |
| 6. Norge           | 2-14            | 1-9           | (0-14)  | (2-19)  | 6-9      | —      | 11-65                    | 0     |

Match om sjunde plats
| Polen | 6-2 (2-1, 2-1, 2-0) | 8-3 (2-1, 3-2, 3-0) | Frankrike |  |

Frankrike nedflyttade till 1991 års B-grupp.

## Priser och utmärkelser
- Poängkung  Peter Forsberg, Sverige (17 poäng)
- Bästa målvakt: Milan Hnilicka, Tjeckoslovakien
- Bästa försvarare: Roman Hamrlík, Tjeckoslovakien
- Bästa anfallare: Aleksej Kovaljov, sovjetunionen

## Grupp B
Spelades under perioden 23-30 mars 1991 i Jaca i Spanien.

### Första omgången
grupp 1
| Lag            | Schweiz | Jugoslavien | Österrike | Spanien | gjorda mål/insläppta mål | poäng |
| -------------- | ------- | ----------- | --------- | ------- | ------------------------ | ----- |
| 1. Schweiz     | —       | 5-2         | 6-2       | 6-2     | 17-06                    | 6     |
| 2. Jugoslavien | 2-5     | —           | 6-2       | 8-1     | 16-08                    | 4     |
| 3. Österrike   | 2-6     | 2-6         | —         | 6-1     | 10-13                    | 2     |
| 4. Spanien     | 2-6     | 1-8         | 1-6       | —       | 04-20                    | 0     |

grupp 2
| Lag              | Italien | Danmark | Rumänien | Nederländerna | gjorda mål/insläppta mål | poäng |
| ---------------- | ------- | ------- | -------- | ------------- | ------------------------ | ----- |
| 1. Italien       | —       | 3-1     | 9-1      | 4-1           | 16-03                    | 6     |
| 2. Danmark       | 1-3     | —       | 5-3      | 12-0          | 18-06                    | 4     |
| 3. Rumänien      | 1-9     | 3-5     | —        | 7-3           | 11-17                    | 2     |
| 4. Nederländerna | 1-4     | 0-12    | 3-7      | —             | 04-23                    | 0     |

### Andra omgången
Uppflyttningskval
| Lag            | Schweiz | Jugoslavien | Danmark | Italien | gjorda mål/insläppta mål | poäng |
| -------------- | ------- | ----------- | ------- | ------- | ------------------------ | ----- |
| 1. Schweiz     | —       | (5-2)       | 8-0     | 9-0     | 22-02                    | 6     |
| 2. Jugoslavien | (2-5)   | —           | 3-5     | 6-4     | 11-14                    | 2     |
| 3. Danmark     | 0-8     | 5-3         | —       | (1-3)   | 06-14                    | 2     |
| 4. Italien     | 0-9     | 4-6         | (3-1)   | —       | 07-16                    | 2     |

Nedflyttningskval
| Lag              | Österrike | Rumänien | Spanien | Nederländerna | gjorda mål/insläppta mål | poäng |
| ---------------- | --------- | -------- | ------- | ------------- | ------------------------ | ----- |
| 1. Österrike     | —         | 6-2      | (6-1)   | 13-6          | 25-09                    | 6     |
| 2. Rumänien      | 2-6       | —        | 5-1     | (7-3)         | 14-10                    | 4     |
| 3. Spanien       | (1-6)     | 1-5      | —       | 5-3           | 07-14                    | 2     |
| 4. Nederländerna | 6-13      | (3-7)    | 3-5     | —             | 12-25                    | 0     |

Schweiz uppflyttade till 1992 års A-grupp. Nederländerna nedflyttade till 1992 års C-grupp.

## Grupp C
Spelades under perioden 7-10 mars 1991 i Sofia i Bulgarien.  
| Lag               | Storbritannien | Bulgarien | Ungern | Belgien | gjorda mål/insläppta mål | poäng |
| ----------------- | -------------- | --------- | ------ | ------- | ------------------------ | ----- |
| 1. Storbritannien | —              | 4-3       | 11-1   | 13-1    | 28-05                    | 6     |
| 2. Bulgarien      | 3-4            | —         | 5-4    | 21-1    | 29-09                    | 4     |
| 3. Ungern         | 1-11           | 4-5       | —      | 13-0    | 18-16                    | 2     |
| 4. Belgien        | 1-13           | 1-21      | 0-13   | —       | 02-47                    | 0     |

Storbritannien uppflyttade till 1992 års B-grupp.

### Fotnoter
1. ↑  ”Championnat d'Europe 1991 des moins de 18 ans” (på franska). Hockeyarchives. 12 mars 1991. http://www.passionhockey.com/hockeyarchives/U-18_1991.htm. Läst 30 november 2014.